# Escola Joan Benet i Petit
L'Escola Joan Benet i Petit és un edifici del municipi dels Torms (Garrigues) protegida com a bé cultural d'interès local.

## Descripció
Es tracta d'un edifici de planta baixa estructurada en forma d'"L", tancada per l'extrem sud i llevant per un porxo de coberta plana. La construcció s'aixeca sobre un sòcol de carreus de pedra picada. Les parets són arrebossades i pintades, deixant veure alguns blocs de pedra a les cantonades. La coberta, a dues aigües, és de teula àrab. Destaquen les obertures d'arc i el ritme compositiu creat per les finestres rectangulars. La façana està rematada per una cornisa mixtilínia de pedra que al centre hi té gravada la data de 1916. Consta d'una entrada-vestíbul, un taller, dues aules i serveis.

## Història
Fou la primera escola construïda per la Mancomunitat de Catalunya el 1916 i de fet és l'única que es conserva de les quatre que feu, una a cada província. El seu valor simbòlic i emblemàtic recau en la seva significació com a símbol de la identitat d'una incipient i exemplar escola pública catalana.
Malgrat no tenir un entorn excessivament cuidat té unes característiques clares, està relativament ben conservat i manté elements arquitectònics de gran interès i significat som són, entre d'altres, l'esplèndida porxada, que simbolitza una escola oberta i lliure.
La dificultat d'aquest element rau en aquests moments en la seva utilització residual, tan sols quatre alumnes, donada la baixa natalitat al municipi.